# Mobiele toiletcabine

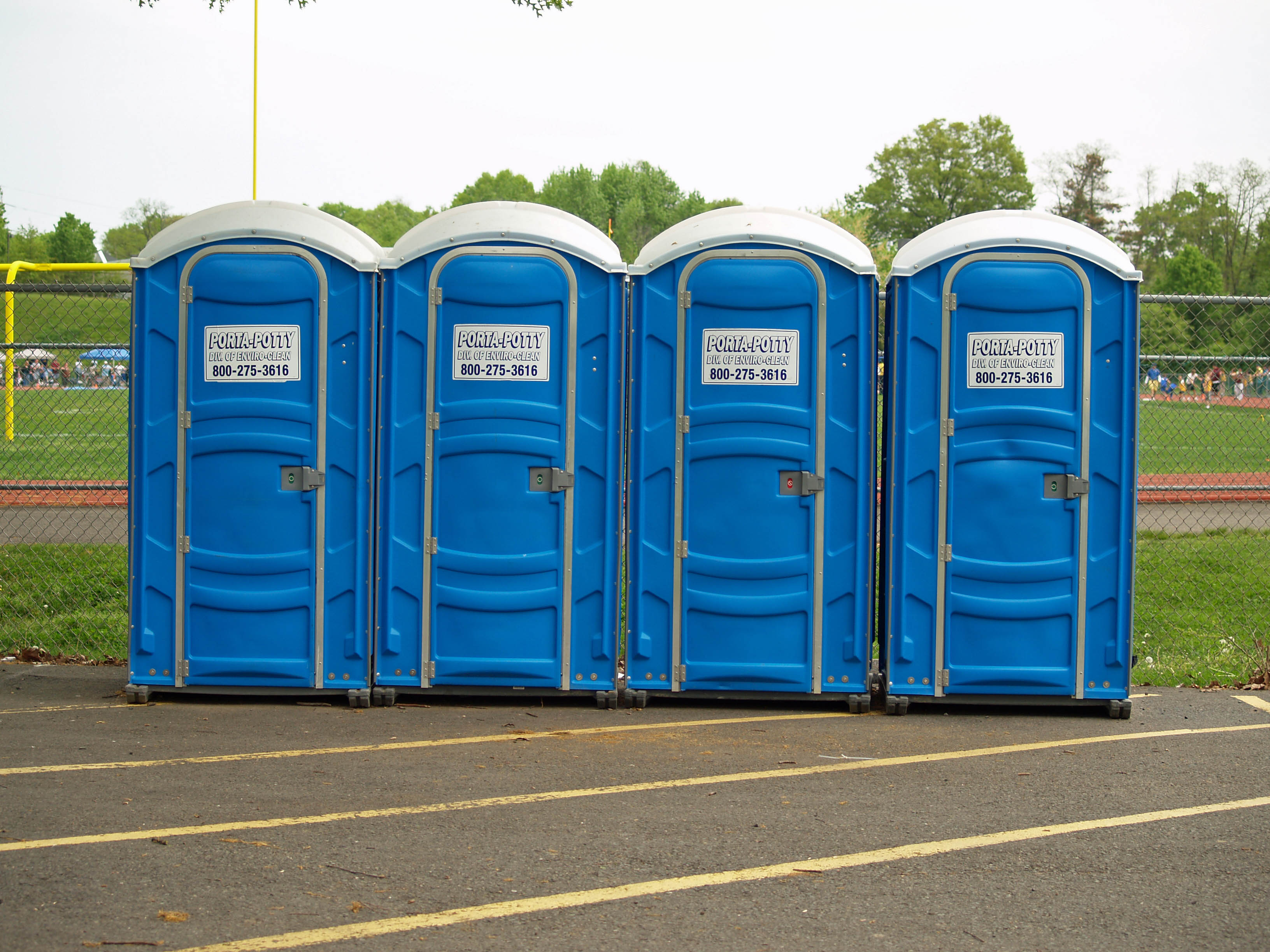
Een rijtje mobiele toiletcabines

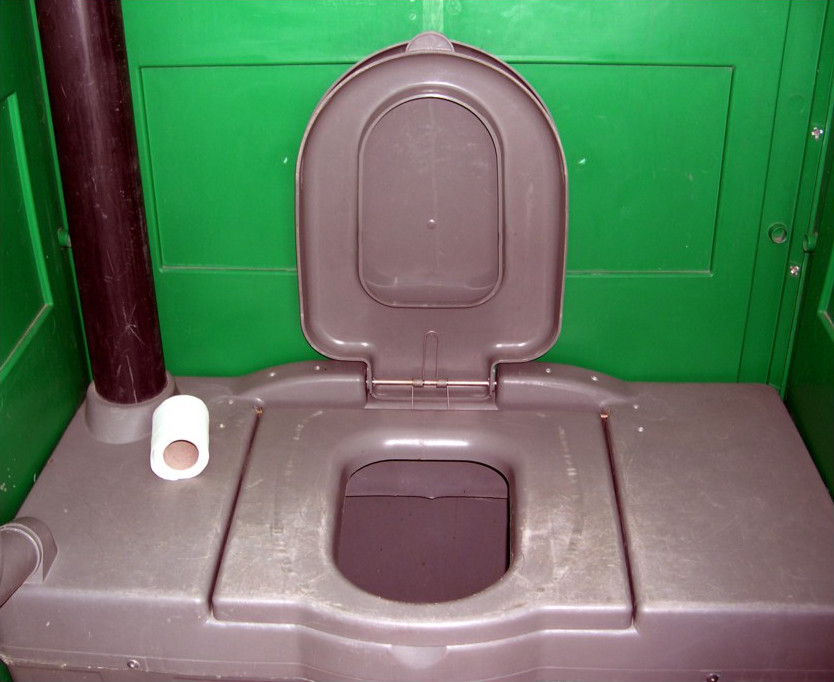
Interieur van een mobiel toilet in Bagdad, Irak

Een mobiele toiletcabine is een verplaatsbaar toilet dat geen watervoorziening nodig heeft. De meeste verplaatsbare toiletcabines zijn gemaakt van kunststof en worden vaak gebruikt op bouwplaatsen en bij evenementen.
Een mobiele toiletcabine heeft ruimte voor één gebruiker; meestal een grond oppervlak van 90cm bij 90cm en zijn 2,1 m hoog. Er wordt geen verankering gebruikt; de stabiliteit komt door het gewicht en de ligging van de opvangtank. 
Vaak wordt naar mobiele toiletcabines verwezen als Dixi's, dit is een voorbeeld van merkverwatering. Eenzelfde fenomeen treedt op in de Engelse taal, waar Portaloo (tevens een merknaam) de gangbare term is.